# Brunka (distrito)
Brunka es un distrito del cantón de Buenos Aires, en la provincia de Puntarenas, de Costa Rica.

## Historia
Brunka fue creado el 18 de agosto de 2000 por medio de Acuerdo 719-MSP.

## Geografía
Brunka cuenta con un área de 163,77 km² y una altitud media de 391 m s. n. m.

## Demografía
Para el año 2022, Brunka cuenta con una población estimada de 4327 habitantes, y para el último censo efectuado, en 2011, Brunka contaba con una población de 3220 habitantes.

## Localidades
- Cabecera: Santa Marta
- Poblados: Achiote, Alto Achiote, Cañas, Guadalajara, Llano Bonito, Oasis, San Rafael, Santa Cecilia, Santa María, Santa Rosa, Socorro.

## Transporte

### Carreteras
Al distrito lo atraviesan las siguientes rutas nacionales de carretera:
- Ruta nacional 2
- Ruta nacional 610